# Tunnel d'Oslo
 (août 2023).
La mise en forme du texte ne suit pas les recommandations de Wikipédia : il faut le « wikifier ».
Les points d'amélioration suivants sont les cas les plus fréquents. Le détail des points à revoir est peut-être précisé sur la page de discussion.
- Les titres sont pré-formatés par le logiciel. Ils ne sont ni en capitales, ni en gras.
- Le texte ne doit pas être écrit en capitales (les noms de famille non plus), ni en gras, ni en italique, ni en « petit »…
- Le gras n'est utilisé que pour surligner le titre de l'article dans l'introduction, une seule fois.
- L'italique est rarement utilisé : mots en langue étrangère, titres d'œuvres, noms de bateaux, etc.
- Les citations ne sont pas en italique mais en corps de texte normal. Elles sont entourées par des guillemets français : « et ».
- Les listes à puces sont à éviter, des paragraphes rédigés étant largement préférés. Les tableaux sont à réserver à la présentation de données structurées (résultats, etc.).
- Les appels de note de bas de page (petits chiffres en exposant, introduits par l'outil «  Source ») sont à placer entre la fin de phrase et le point final[comme ça].
- Les liens internes (vers d'autres articles de Wikipédia) sont à choisir avec parcimonie. Créez des liens vers des articles approfondissant le sujet. Les termes génériques sans rapport avec le sujet sont à éviter, ainsi que les répétitions de liens vers un même terme.
- Les liens externes sont à placer uniquement dans une section « Liens externes », à la fin de l'article. Ces liens sont à choisir avec parcimonie suivant les règles définies. Si un lien sert de source à l'article, son insertion dans le texte est à faire par les notes de bas de page.
- La présentation des références doit suivre les conventions bibliographiques. Il est recommandé d'utiliser les modèles {{Ouvrage}}, {{Chapitre}}, {{Article}}, {{Lien web}} et/ou {{Bibliographie}}. Le mode d'édition visuel peut mettre en forme automatiquement les références.
- Insérer une infobox (cadre d'informations à droite) n'est pas obligatoire pour parachever la mise en page.

Pour une aide détaillée, merci de consulter Aide:Wikification.
Si vous pensez que ces points ont été résolus, vous pouvez retirer ce bandeau et améliorer la mise en forme d'un autre article.
Le tunnel d'Oslo (norvégien : Oslotunnelen) est un tunnel ferroviaire à double voie de 3 632 m qui relie Olav Kyrres plass et la gare centrale d'Oslo (Oslo S) à Oslo, Norvège. Le tunnel constitue la section la plus orientale de la ligne Drammen et passe sous le quartier central des affaires d'Oslo. Il comprend la gare Nationaltheatret à quatre voies, la deuxième gare ferroviaire la plus fréquentée de Norvège, où le tunnel d'Oslo se trouvent directement sous le tunnel commun du métro d'Oslo. A Frogner, la Station Elisenberg a été construite, mais n'a jamais été utilisée. Le tunnel est le tronçon de ligne ferroviaire le plus fréquenté de Norvège et voie passer tous les trains en direction ouest en provenance d'Oslo, y compris de nombreux services du train de banlieue d'Oslo et du train express de l'aéroport.
Traditionnellement, Oslo avait deux gares, la plus grande gare d'Oslo Est (ou Oslo Ø, situé à l'emplacement de l'actuel Oslo S) et la gare d'Oslo Ouest (Oslo V), qui desservait la ligne Drammen. Cela a provoqué une barrière physique entre les deux parties du réseau ferroviaire, reliées uniquement par la ligne du port d'Oslo qui circulait en partie dans les rues de la ville. La planification formelle d'une gare centrale et d'un tunnel reliant la ligne Drammen à Oslo Ø a commencé en 1938 et les plans définitifs ont été approuvés en 1968. Le tunnel d'Oslo a ouvert le 1er juin 1980 et a permis de fermer Oslo V en 1989. La gare Nationaltheatret a connu une amélioration majeure en 1999, lorsqu'elle a été étendu à quatre voies, et de 2008 à 2010, le tunnel a connu une amélioration technique majeure. Il est prévu de construire un deuxième tunnel pour augmenter la capacité ferroviaire à l'ouest d'Oslo.

## Itinéraire

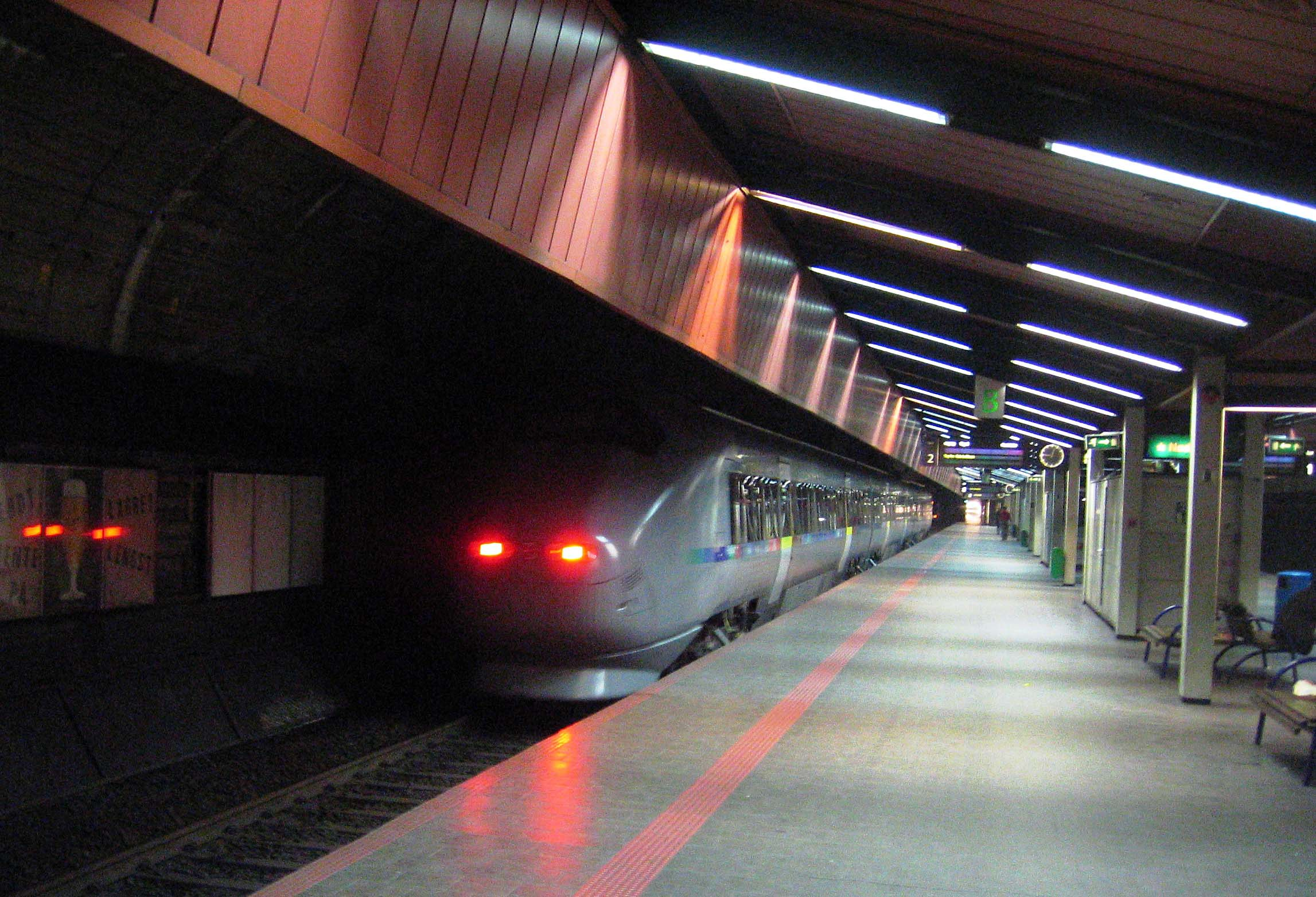
Un train de classe 71 à la gare Nationaltheatret

Le tunnel constitue les 3 632 m les plus orientaux de la ligne Drammen, et relie Oslo S et Skøyen. À Oslo S, 12 des 19 voies (quais 1 à 12) se connectent au tunnel, qui a la forme d'un entonnoir, fusionnant finalement les douze voies en deux. Le tunnel passe sous certains bâtiments patrimoniaux importants d'Oslo, notamment Basarhallene, le bâtiment du Parlement norvégien et la cathédrale d'Oslo.
La gare Nationaltheatret est la deuxième gare la plus fréquentée du pays et est située en dessous de la station de métro d'Oslo du même nom. La gare compte quatre voies et deux quais centraux de 250 m, desservant le quartier central des affaires d'Oslo. Sur cette section, la ligne passe sous le tunnel commun du métro d'Oslo sur 280 m. À ce stade, la ligne est 18 m sous la surface.
La gare Elisenberg, située à Frogner, est partiellement construite, dont un quai de 220 m et une des entrées. La ligne suit Bygdøy allé et fait surface juste à l'ouest du plass Olav Kyrres. Immédiatement après, la ligne Skøyen – Filipstad fusionne avec la ligne Drammen. La station suivante le long de la ligne est la gare de Skøyen.

## Service
Le tunnel d'Oslo est le tronçon de voie ferrée principale le plus fréquenté de Norvège. Il a une capacité théorique de 40 trains par heure dans chaque sens et une capacité appliquée de 24 trains par heure dans chaque sens. Aux heures de pointe, jusqu'à 20 trains passent dans le tunnel, avec une capacité de 8 000 passagers par heure.
Les huit lignes du train de banlieue d'Oslo font fonctionner tout ou une partie de leurs services via le tunnel, bien que beaucoup d'entre eux se terminent à Skøyen. Le train express de l'aéroport exploite quatre services horaires à travers le tunnel, Vy exploite des trains régionaux le long de la ligne Vestfold, et Go-Ahead Norge et Vy Tog exploitent des trains Intercités le long de la ligne Sørlandet et de la ligne Bergen à travers le tunnel. Les trains de marchandises le long de la ligne Sørland circulent dans le tunnel, mais uniquement la nuit, contrairement aux trains de marchandises le long de la ligne Bergen, utilisant plutôt la ligne Roa – Hønefoss.

## Histoire
Dans les années 1930, Oslo comptait deux gares principales, la gare d'Oslo-Est et la gare d'Oslo-Ouest. La ligne Drammen, composée de trains de banlieue, de trains régionaux, et d'intercités, venants de la ligne Sørland et de la ligne Vestfold, se terminait à Oslo. V. Les lignes Østfold, Trunk et Gjøvik se terminaient à Oslo Ø. Entre les deux gares passait la ligne du port d'Oslo, qui circulait en partie dans les rues de la ville et n'était utilisée que pour un nombre limité de trains de marchandises. Plusieurs projets avaient été lancés pour relier les deux gares, le plus important étant une ligne passant à l'ouest d'Oslo et fusionnant avec la ligne Gjøvik à Grefsen, et une ligne surélevée depuis Oslo. V jusqu'à Tordensskiolds plass, souterraine sous la forteresse d'Akershus et à nouveau sous forme de ligne surélevée devant la Bourse d'Oslo jusqu'à Oslo Ø.

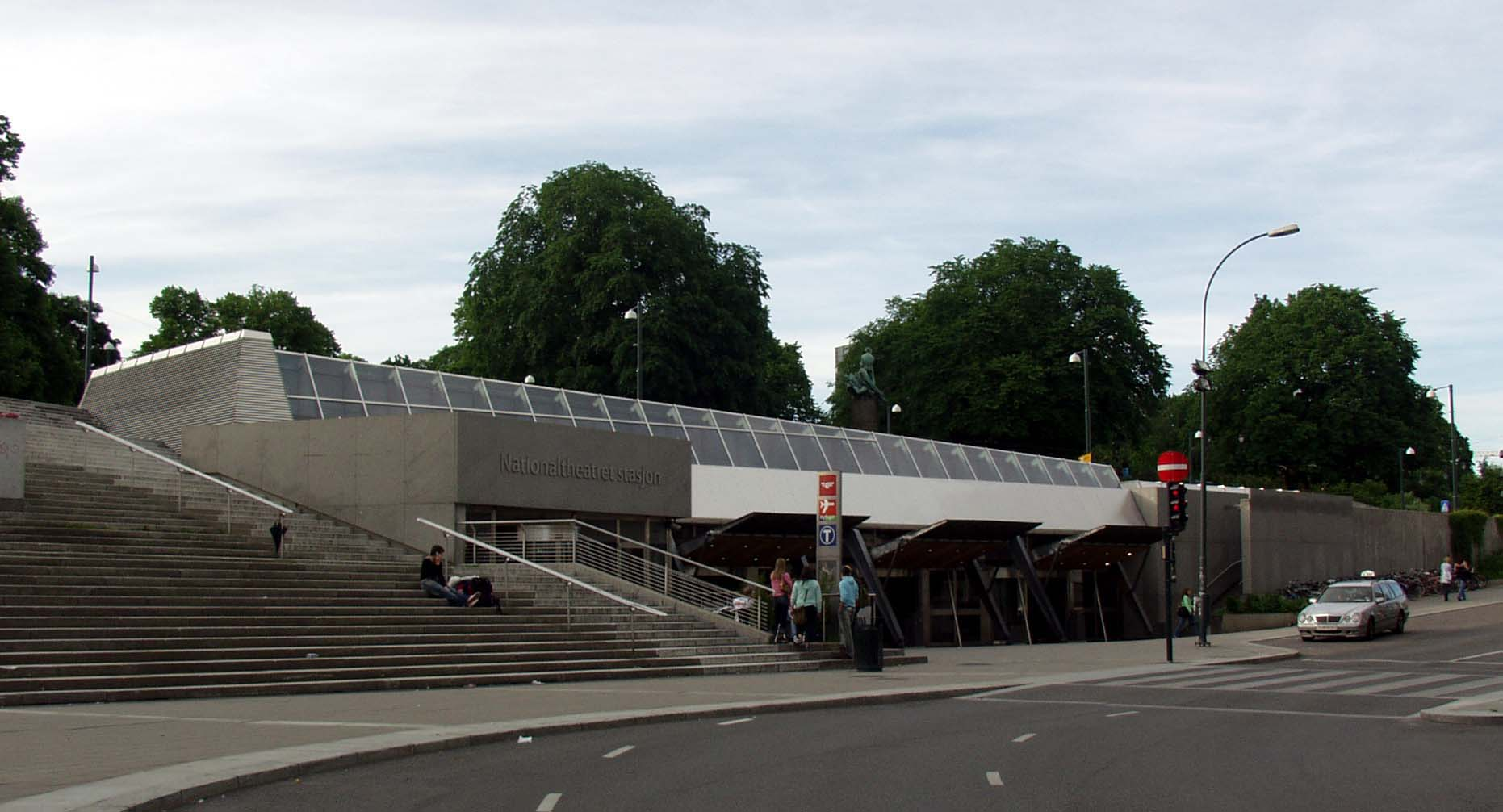
Entrée au Nationaltheatret depuis Ruseløkkveien

En 1938, le Comité de la gare de 1938 fut créé pour étudier une éventuelle connexion de la ligne Drammen à Oslo. Ø et extension de la gare. Dirigé par Axel Grenholm, le comité a recommandé l'une des deux alternatives suivantes : soit établir un embranchement à partir de la ligne Drammen et construire un tunnel sous le centre-ville, dans lequel tous les trains se termineraient à Oslo. Ø. Il a été projeté que le tunnel parte de la porte de Lassons, à l'ouest d'Oslo. V à Fred. Porte Olsens, avec une station intermédiaire proche de l'emplacement d'Oslo V. Le tunnel proposé aurait une longueur de 1 660 m et traverserait en grande partie de l'argile, ce qui rend la construction plus difficile et plus coûteuse. Alternativement, une branche de la ligne Drammen devrait être construite autour de la ville et reliée à la ligne Gjøvik à Grefsen. Les trains de banlieue continueraient à circuler vers Oslo V, tandis que les trains régionaux et intercités desserviraient Oslo Ø. Le comité a déclaré qu'il préférait la première suggestion.
En 1946, le bureau de planification de la gare centrale d'Oslo, dirigé par Fin Hvoslef, fut créé par le gouvernement. En 1950, ils présentèrent un nouveau rapport recommandant d'envisager un nouveau tracé pour le tunnel afin de faciliter la construction et d'augmenter la sécurité. Ceci était en partie basé sur un rapport technique de 1949, qui avait établi les premiers plans détaillés de la ligne. Il s'agissait d'un compromis entre le besoin des chemins de fer norvégiens d'avoir une ligne aussi droite que possible et les exigences de la municipalité d'Oslo selon lesquelles la construction ne devrait pas présenter de risque pour les bâtiments de la région. Le sol d'Oslo est constitué de stries remplies d'argile allant jusqu'à 30 m de profondeur. La zone contient également schistes d'alun, qui se dilatent au contact de l'air et de l'eau et peuvent attaquer le bétonles schistes argileux, les fissures avec de l'argile et de l'eau et les roches volcaniques dures[pas clair].
Un autre comité, dirigé par Oddvar Halvorsen, fut créé en 1960 pour réexaminer le projet. Il a, lui aussi, recommandé un tunnel et une gare centrale. Cependant, il a estimé que le tunnel devrait être plus long et croiser la ligne Drammen à un point entre Skarpsno et Skøyen, et qu'il fallait construire une deuxième gare à Frogner. La proposition a été présentée au Parlement norvégien le 4 novembre 1961, avec plusieurs autres questions liées aux investissements dans le transport ferroviaire. La construction du tunnel d'Oslo et de la gare centrale d'Oslo a été adoptée à l'unanimité.

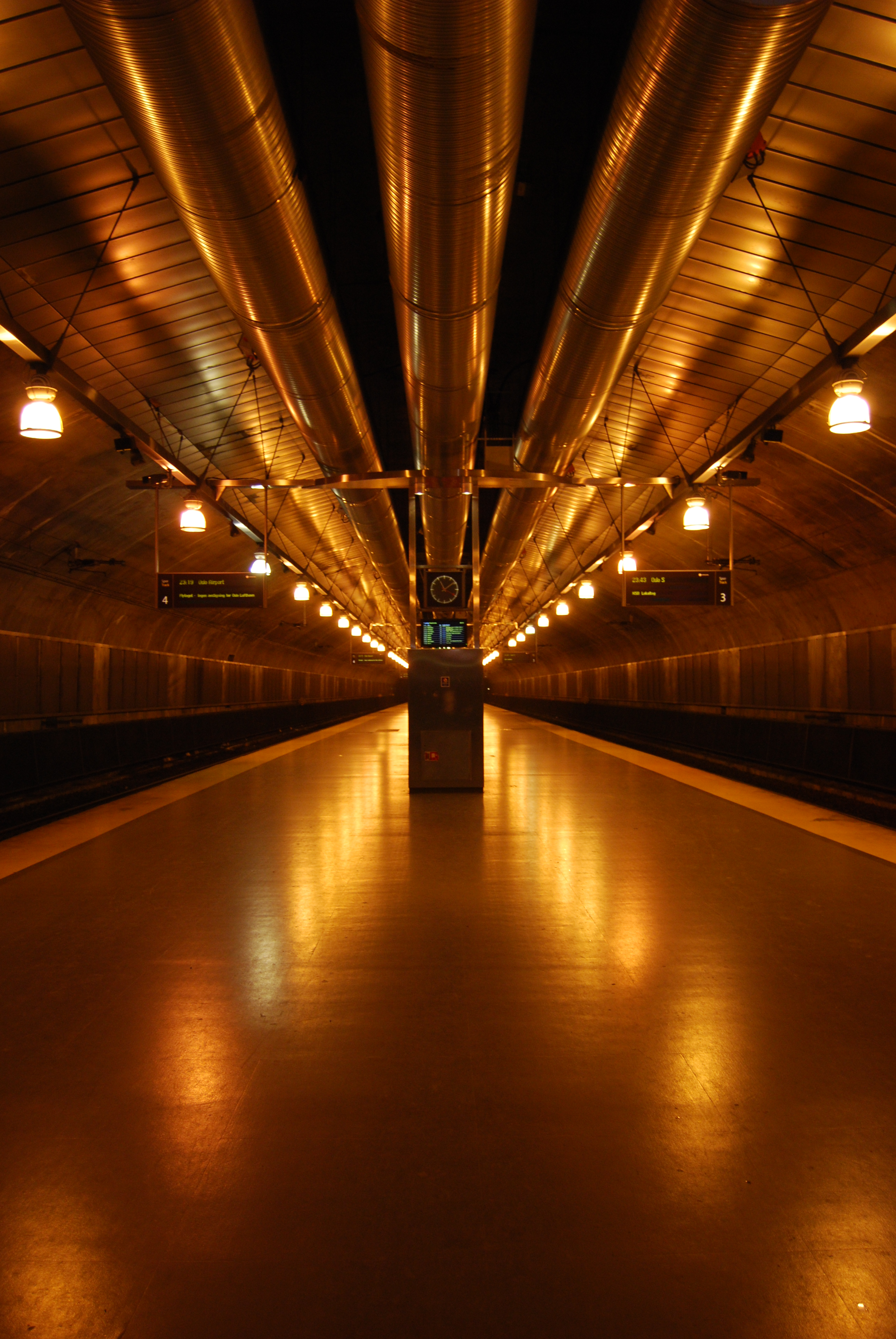
Quai en direction est du Nationaltheatret

Un autre bureau de planification a été créé en 1962, initialement dirigé par Erik Himle. Les plans définitifs du tracé ont été adoptés par le Parlement en 1968 et la construction a commencé en 1971. Les principaux entrepreneurs étaient Ingeniør Thor Furuholmen, Dipl.ing. Kaare Backer, NSB, Jernbaneanlegget Oslo Sentralstasjon et Ingeniørbygg. Les consultants comprenaient Ingeniørene Bonde & Co., l'arkitektkontor de Peer Qvam et l'Institut géotechnique norvégien.
Le tunnel a été officiellement inauguré le 30 mai 1980 par le ministre des Transports et des Communications, Ronald Bye, et officiellement mis en service le 1er juin. Lors de son ouverture, il s'agissait du huitième plus long tunnel ferroviaire de Norvège, même si depuis 2005, il est le treizième plus long. Le tunnel a coûté 625 millions de couronnes norvégiennes (NOK), dont la municipalité d'Oslo avait payé NOK 170 million. Au début, le tunnel était utilisé par les trains de banlieue de Lillestrøm à Drammen et Spikkestad, et les trains d'Eidsvoll et d'Årnes utilisaient le tunnel et tournaient à Skøyen. La gare centrale d'Oslo a été mise en service le 26 novembre 1986. Le 27 mai 1989, la gare d'Oslo Ouest a été fermée et tout le trafic a été transféré à Oslo. S.
En octobre 1997, la construction d'une station Nationaltheatret modernisée a commencé et a été mise en service le 16 décembre 1999. Les travaux ont élargi la gare de deux à quatre quais, augmentant ainsi la capacité pour l'ensemble du tunnel de 16 à 24 trains par direction et par heure. Le coût de l’extension était de  920 millions NOK, qui comprenait le dynamitage de 110 000 m3 de roche et le coulage de 33 000 m3 de béton. Les travaux ont abouti en 830 m de nouveau tunnel, et d'un nouveau hall d'entrée et d'art. La gare a été conçue pour accueillir 40 000 passagers par jour.
En 2008, l'ancienne section de la gare Nationaltheatret a été rénovée. Les améliorations comprenaient un nouvel éclairage, un nouveau système de sonorisation, de nouveaux escaliers mécaniques, un système de sécurité incendie plus puissant, des sorties de secours améliorées et le remplacement des câbles. La mise à niveau a rendu l'ancienne section plus claire, car elle était auparavant peinte en rouge foncé et visuellement similaire à la nouvelle section. Entre 2008 et 2012, l'administration ferroviaire nationale norvégienne procède à une modernisation majeure du tronçon entre Lysaker et Etterstad, y compris le tunnel d'Oslo. Parmi les améliorations figurent des compteurs d'essieux, le montage d'une caténaire rigide, de nouveaux aiguillages, des chauffages d'aiguillage aux ouvertures du tunnel et de nouvelles voies.

## Avenir

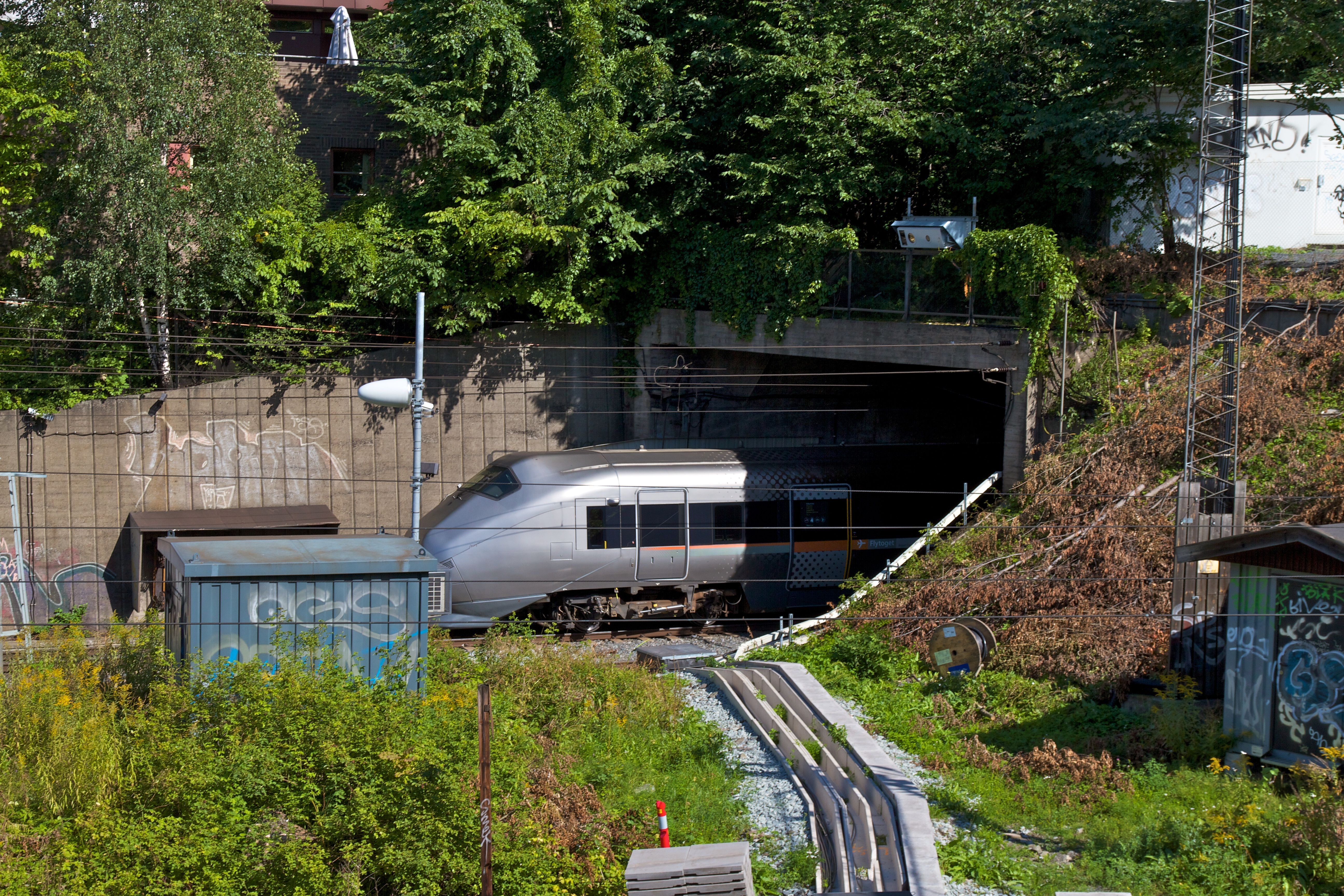
Un train express de l'aéroport quittant l'extrémité ouest du tunnel d'Oslo

Le tunnel d'Oslo constitue le plus grand goulot d'étranglement du système ferroviaire norvégien et les retards causés autour du tunnel peuvent se propager à l'ensemble du réseau. Les lignes ferroviaires locales ne proposent qu'un ou deux départs par heure, mais davantage sont souhaités afin d'attirer les personnes souhaitant trouver des horaires de départ adaptés à leurs heures de travail. L'ex-National Rail Administration avait déclaré que jusqu'en 2040 au plus tôt, une augmentation de la capacité via le corridor ouest, c'est-à-dire à l'ouest d'Oslo, n'était pas nécessaire. Cela inclut d'éventuelles améliorations des lignes ferroviaires autour d'Oslo, telles que les lignes à grande vitesse le long des lignes Østfold et Vestfold, et vers Lillehammer. En 2012, après l'achèvement de la ligne Asker, un nouveau plan d'horaires a été proposé. NSB, l'Airport Express Train et CargoNet ont tous demandé plus de créneaux horaires dans le tunnel que ce qui est disponible. Une solution possible consiste à diminuer la capacité de réserve, augmentant ainsi la capacité de 24 à 30 trains par heure et par sens. Cependant, le tunnel est déjà qualifié de « gravement surchargé ».

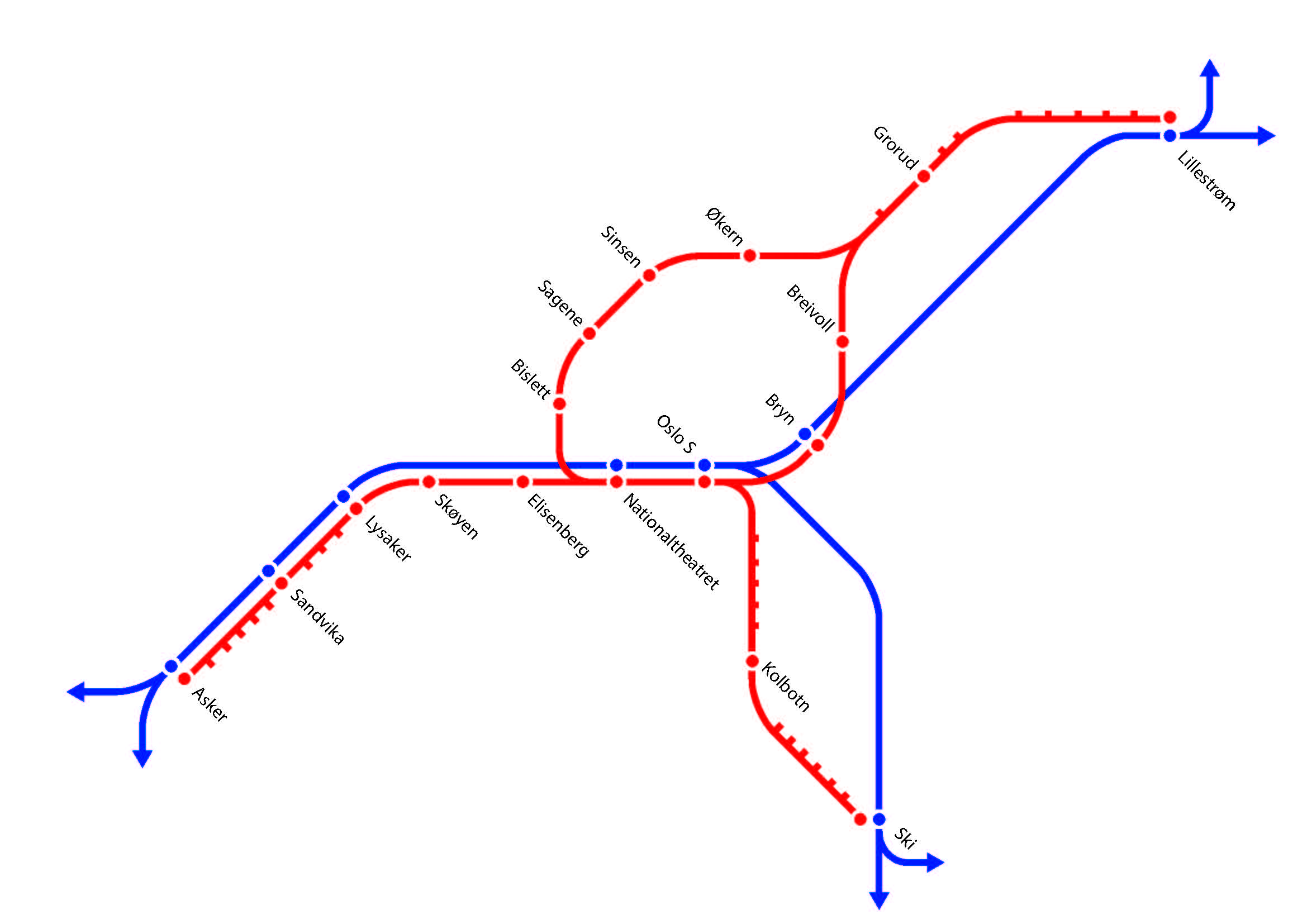
Tracé potentiel du second tunnel d'Oslo

Si un nouveau tunnel devait être construit, il ne passerait pas nécessairement à côté du tunnel d'Oslo. Une proposition de l'Administration nationale des chemins de fer prévoit la construction d'une gare souterraine distincte pour les trains de banlieue, à l'emplacement de la gare routière d'Oslo, à quelques pas d'Oslo. S. Cette proposition concerne la ligne reliant le tracé existant avant d'atteindre le Nationaltheatret. L'organisation de lobby Norsk Bane a demandé qu'une ligne s'étende plus au nord et desserve Majorstuen, où se trouve un important nœud de métro et de tramway. Norsk Bane demande également que le tunnel soit construit pour des vitesses plus élevées et déclare qu'il est nécessaire de construire une ligne à grande vitesse vers Bergen et Stavanger. Combiné à une nouvelle ligne reliant Drammen au tunnel, cela permettrait de réduire le temps de trajet depuis Drammen et Oslo à 18 minutes.